# Guillaume de La Baume
Pour les articles homonymes, voir Baume.
Guillaume de La Baume, mort en 1360, est un chevalier, seigneur de l'Abergement et d'Aubonne, militaire, un homme d'État et un diplomate au service du roi de France, Philippe VI de Valois, et du comte de Savoie Amédée VI.

## Biographie

### Origines
Guillaume de la Baume est né à une date inconnue selon les recherches actuelles. Il est le fils d'Étienne de La Baume, dit « Galois de la Baume », grand-maître des arbalétriers de France, et d'Alix de Châtillon, fille et héritière du chevalier Renaud de Châtillon, seigneur de Montrevel,,. Il appartient ainsi à la famille noble des La Baume, originaire de la Bresse,.
Il aurait pour demi-frère d'Étienne, dit le bâtard de La Baume, amiral et maréchal de Savoie.

### Carrière
La mort de Robert Ier de Naples, survenue le 20 janvier 1343, et l’avènement de sa petite-fille, Jeanne Ire de Naples en tant que reine de Naples, comtesse de Provence et princesse d'Achaïe, aiguise les appétits d'extension de leurs domaines des seigneurs piémontais. Et notamment ceux de Jacques de Savoie-Achaïe qui a hérité de son père, Philippe de Savoie-Achaïe, l'apanage constitué en Piémont en faveur de cette branche cadette de la famille de Savoie et de droits très théoriques sur la Principauté d'Achaïe. Les rois angevins de Naples, régnaient alors, en Piémont, sur les villes de Chieri, de Savillan, de Mondovi, de Coni et d'Asti. Jacques de Savoie-Achaïe qui craint notamment la concurrence de Jean II de Montferrat qui est devenu le 9 octobre 1338, gouverneur d'Asti, s'adresse aux tuteurs du Comte de Savoie afin qu'ils le soutiennent.
Le 29 août 1349, le comte Amédée VI de Savoie, concède en fief-lige et à charge d'hommage dans les mêmes formes que le rendaient ses parents, le château de l'Albergement et trente livres de rente en fonds de terres. Le 13 octobre 1349, le comte Amédée VI de Savoie adjoint à la seigneurie de l'Albergement, les droits de haute et de basse justice, ainsi que tous les droits féodaux qui grèvent les hommes et les biens de la paroisse de Sulignat qui dépendait en partie de la châtellenie de Pont-de-Veyle, et en partie de celle de Châtillon-sur-Chalaronne. Il lui assigne, à cette occasion, une rente trente livres à percevoir sur les revenus de la châtellenie de Pont-de-Veyle.
Le 19 juin 1359, il achète à Guillaume Ier de Namur et à Catherine de Savoie-Vaud, fille et héritière de Louis II de Savoie, baron de Vaud, son épouse, le château, le bourg et le mandement de Mont-le-Grand. Cette transaction est confirmée par Amédée VI de Savoie, suzerain de la baronnie de Vaud, le 4 juillet 1359.
Le 4 juillet 1359, le comte Amédée VI de Savoie donne à Guillaume de la Baume, le château et la seigneurie de Marboz qu'il régissait pour son compte, avec celle de Foissiat, depuis plusieurs années. Guillaume de la Baume tiendra désormais la seigneurie de Marboz en fief-lige et à charge d'hommage. Dans cet acte, le comte délie ses vassaux, dans cette seigneurie de leur hommage, et leur enjoint de le prêter à leur nouveau seigneur qui prend possession de ces biens le 8 juillet 1359.
Le 9 juillet 1359, à Belley, au palais épiscopal, Guillaume de la Baume achète, pour le compte du comte Amédée VI de Savoie, à Catherine de Savoie-Vaud, la baronnie de Vaud et les terres, situées dans le Bugey et dans le Valromey, qu'elle avait reçues en dot, en 1333, lors de son mariage avec Azzon Visconti. La transaction est conclue pour la somme de cent soixante mille florins dont Guillaume paye lui-même douze mille. Il se porte caution, avec son père, Étienne de la Baume et sept autres seigneurs, pour le reste du prix.
Guillaume de La Baume meurt vers 1360. Le site fmg.ac/Projects/MedLands indique à Carignan, avant le 29 août 1362, date de la signature d'une charte dans laquelle sa fille, Alix, mentionne ses parents.

## Famille
Guillaume de La Baume épouse, en premières noces, le 8 juin 1329 (le site de généalogie FMG donne l'année 1348), Clémence de la Palud, fille de Pierre de la Palu, seigneur de Varembon, et de son épouse Marie de Luyrieu. Ils ont trois enfants :
- Philibert (mort après 1393), héritier, seigneur de Montrevel ;
- Béatrix (morte en 1368), qui épouse en premières noces Simon de Saint-Amour, puis Tristan de Chalon, seigneur de Châtelbelin, fils du comte Jean II de Châlon-Auxerre ;
- Alix (morte après 1383), qui épouse Guy de Montluel, seigneur de Châtillon et de Chautagne[3].

Il épouse en secondes noces Constantine Alleman (Alamandi), dame d'Aubonne (morte avant 1382),,. Ils ont un fils Jean (mort en 1435), maréchal de France (1421), héritier de son aïeul, Étienne II, du comté de Montrevel et de plusieurs terres, (Rousset le disait issu du premier mariage).
Constantine Alleman se marie une seconde fois, après la mort de Guillaume, avec François II de Bérenger Sassenage (1326-1399), seigneur de Sassenage.